# Jiří Valenta (politik)
Jiří Valenta (* 28. prosince 1965 Plzeň) je český politik, v letech 2013 až 2021 poslanec Poslanecké sněmovny PČR, v letech 2012 až 2016 a opět od roku 2020 zastupitel Plzeňského kraje, v letech 2006 až 2014 zastupitel města Plzně, člen KSČM.

## Studium a profesní kariéra
V letech 1980 až 1984 vystudoval III. Gymnázium v Plzni - Doubravce. Studium na vysoké škole měl však zakázáno kvůli vystoupení matky z KSČ v roce 1970 na protest proti vstupu vojsk Varšavské smlouvy a postupu při tzv. prověrkách. Po ukončení ročního nástavbového studia v roce 1985 na Střední průmyslové škole strojnické v Plzni tak začal pracovat jako skladník a obchodní příručí v Obchodním domě Prior, od roku 1986 sloužil v policejním sboru - SNB.
Od roku 1990 pracuje v Domově mládeže Vyšší odborné školy a Střední průmyslové školy elektrotechnické Plzeň jako vychovatel, lektor, metodik prevence sociálně-patologických jevů a sportovní instruktor. Zároveň je od stejného roku členem Českomoravského odborového svazu pracovníků školství.
Po revoluci si rovněž doplnil vzdělání. Nejprve v letech 1991 až 1992 absolvoval obor průvodce cestovního ruchu na Institutu obchodní výchovy v Plzni, pak v letech 1994 až 1998 bakalářský obor sociální práce a sociální pedagogika na Fakultě pedagogické Západočeské univerzity v Plzni (získal titul Bc.). V letech 1999 až 2001 absolvoval magisterský obor kulturní a sociální antropologie na Filozofické fakultě stejné univerzity (získal titul Mgr.) a v letech 2004 až 2006 ještě magisterský obor sociální politika opět na Fakultě pedagogické (získal další titul Mgr.).
Vzdělání si rozšířil i na jiných vysokých školách. V letech 2003 až 2004 vystudoval obor obecná politologie na Fakultě sociálních věd Univerzity Karlovy v Praze (získal titul PhDr.) a v letech 2009 až 2011 navíc obor Veřejná správa a regionální rozvoj na Provozně ekonomické fakultě České zemědělské univerzity v Praze, kde získal titul Ing..
Od roku 2017 studoval marketing dálkově na online univerzitě LIGS University (která není akreditována žádnou agenturou uznávanou Ministerstvem školství Spojených států amerických ani žádnou z českých akreditačních komisí), a to v programu DBA (Doctor of Business Administration), což je nejvyšší stupeň manažerského vzdělávání. Toto studium úspěšně ukončil v květnu 2019 a získal titul DBA.

### Politická angažovanost a SNB
I přesto byl v letech 1980 až 1989 členem Socialistického svazu mládeže, v letech 1983 až 1989 členem Svazu československo-sovětského přátelství a v letech 1985 až 1986 členem Revolučního odborového hnutí Obchodního domu Prior.
V roce 1986 absolvoval náhradní vojenskou službu ve Frýdku-Místku. Po návratu z ní vystudoval v letech 1987 až 1988 Střední praporčickou školu Ministerstva vnitra ČSR v Praze. V období let 1987 až 1990 pracoval na různých pozicích u Sboru národní bezpečnosti - nejdříve jako referent na V. správě Federálního ministerstva vnitra (ochrana ústavních činitelů a budov zvláštní důležitosti), pak jako referent Krajské správy SNB v Plzni. Po přeřazení do Plzně působil v roce 1989 čtyři měsíce jako příslušník Státní bezpečnosti.
Od roku 1970 je členem České unie sportu (dříve ČSTV).

## Politická kariéra
V roce 2004 vstoupil do KSČM, od roku 2012 je i členem Ústředního výboru KSČM.
Do politiky vstoupil, když v komunálních volbách v roce 2006 kandidoval za KSČM do Zastupitelstva Městského obvodu Plzeň 1, ale neuspěl. Mandátu zastupitele městského obvodu nedosáhl ani v komunálních volbách v roce 2010.
Naopak byl ale úspěšný, když v komunálních volbách v roce 2006 kandidoval za KSČM do Zastupitelstva města Plzně a byl zvolen zastupitelem. Městským zastupitelem byl zvolen nejvyšším počtem hlasů získaných kandidátem KSČM. Mandát zastupitele města obhájil v komunálních volbách v roce 2010, kdy byl zároveň kandidátem KSČM na funkci plzeňského primátora. Tento post sice nezískal, ale působil jako místopředseda Klubu zastupitelů za KSČM a jako člen Komise protidrogové a prevence kriminality (jednalo se o komisi Rady města). V komunálních volbách v roce 2014 však mandát neobhájil a nepodařilo se mu jej získat ani ve volbách v roce 2018.
Do vyšší politiky se pokoušel vstoupit, když v krajských volbách v roce 2008 kandidoval z 49. místa na kandidátní listině KSČM do Zastupitelstva Plzeňského kraje, ale neuspěl. Mandát krajského zastupitele získal až v krajských volbách v roce 2012. Působil také jako člen Komise pro ekonomický rozvoj a zaměstnanost Rady Plzeňského kraje a byl členem Výboru pro výchovu, vzdělávání a zaměstnanost. Po zvolení krajským zastupitelem pracoval ve Výboru pro výchovu, vzdělání a zaměstnanost. Současně působil jako člen redakční rady krajského periodika Plzeňský kraj. Ve volbách v roce 2016 mandát krajského zastupitele obhajoval, ale neuspěl.
Zúčastnil se i voleb do Senátu PČR v roce 2008, kdy kandidoval za KSČM v obvodu č. 9 – Plzeň-město. Se ziskem 14,09 % hlasů však skončil na čtvrtém místě a nepostoupil ani do druhého kola. Ve volbách do Senátu PČR v roce 2012 kandidoval za KSČM v obvodu č. 8 – Rokycany a těsně mu místo senátora uniklo (o 4,8 %), když po postupu do II. kola voleb prohrál s bývalou ministryní zdravotnictví Miladou Emmerovou (ČSSD).
Ve volbách do Poslanecké sněmovny PČR v roce 2010 kandidoval za KSČM v Plzeňském kraji, ale neuspěl. Ve stejném roce kandidoval jako lídr kandidátní listiny KSČM, a současně jako kandidát na primátora do Zastupitelstva města Plzně. Městským zastupitelem byl zvolen nejvyšším počtem hlasů získaných kandidátem KSČM. O tři roky později ve volbách do Poslanecké sněmovny PČR v roce 2013 kandidoval znovu za KSČM v Plzeňském kraji, a to na druhém místě kandidátky a tentokrát už byl zvolen poslancem. Zde zastává post člena Hospodářského výboru a Výboru pro evropské záležitosti, a také předsedá Podvýboru pro ICT a eGovernment. Je též členem Meziparlamentní unie přátel ČR a Čína, ČR a SRN a ČR a státy Předního Východu. Ve svém prvním volebním období byl vyhodnocen jako poslanec s nejvyšší účastí při sněmovním hlasování (99,3%).
Ve volbách do Poslanecké sněmovny PČR v roce 2017 byl lídrem KSČM v Plzeňském kraji. Získal 1 820 preferenčních hlasů a obhájil tak mandát poslance. Ve svém druhém volebním období se stal místopředsedou Výboru pro evropské záležitosti a je také zastoupen v české parlamentní delegaci do PACE (Parlamentní shromáždění Rady Evropy ve Štrasburku).
V krajských volbách v roce 2020 byl lídrem kandidátky KSČM v Plzeňském kraji a podařilo se mu získat mandát krajského zastupitele.
Ve volbách do Poslanecké sněmovny PČR v roce 2021 kandidoval jako lídr kandidátky KSČM v Plzeňském kraji. Zvolen však nebyl, neboť KSČM nepřekročila pětiprocentní hranici nutnou pro vstup do Sněmovny.
Ve volbách do Senátu PČR v roce 2022 kandidoval za KSČM v obvodu č. 7 – Plzeň-město. Se ziskem 5,79 % hlasů se umístil na posledním 7. místě a do druhého kola voleb tak nepostoupil.
V krajských volbách v roce 2024 kandidoval v Plzeňském kraji za koalici STAČILO!. Mandát krajského zastupitele se mu podařilo obhájit.
Ve sněmovních volbách v roce 2025 kandiduje na 6. místě kandidátní listiny hnutí Stačilo!.

### Kandidatura do Evropské parlamentu (od. r. 2014)
Ve volbách do Evropského parlamentu v roce 2014 kandidoval na 13. místě kandidátky KSČM, ale neuspěl.
Ve volbách do Evropského parlamentu v červnu 2024 kandidoval jako člen KSČM na 13. místě kandidátky uskupení „STAČILO!, koalice KSČM, SD-SN a ČSNS“. Získal 1 379 preferenčních hlasů, a stal se tak 11. náhradníkem.

## Osobní život
Jiří Valenta je rozvedený a má jedno dítě.